# Seat-Szese Győr
Le Seat-Szese Győr est un club féminin hongrois de basket-ball  évoluant dans la ville de Győr et participant à la plus haute division du championnat hongrois.

## Historique
Après quatre participations à l'Eurocoupe (2008, 2009, 2010, 2011), le club accède à l'Euroligue 2012.

## Autres noms
- Foton Győr

## Palmarès
- Vainqueur du championnat de Hongrie 2012
- Finaliste de coupe de Hongrie 2012

## Effectif 2013-2014
| Numéro | Nom               | Née le          | Taille | Nationalité       | Poste         |
| 4      | Réka Fejes        | 29 avril 1987   | 1,86 m | Hongrie           | Ailière       |
| 5      | Noémi Czirják     | 27 juillet 1993 | 1,75 m | Hongrie           | Meneuse       |
| 6      | Dóra Koch         | 17 avril 1993   | 1,76 m | Hongrie           | Arrière       |
| 8      | Milica Ivanovic   | 8 juin 1988     | 1,78 m | Serbie            | Arrière       |
| 9      | Barbara Semsei    | 12 juin 1986    | 1,77 m | Hongrie           | Arrière       |
| 12     | Anna Mansaré      | 8 janvier 1992  | 1,88 m | Hongrie           | Ailière forte |
| 15     | Dannielle Diamant | 8 avril 1991    | 1,96 m | États-Unis Israël | Pivot         |
| 22     | Joslyn Tinkle     | 29 octobre 1990 | 1,91 m | États-Unis        | Ailière forte |
| 25     | Anna Lakloth      | 10 mai 1988     | 1,81 m | Hongrie           | Ailière       |
| 55     | Dalma Lengyel     | 4 juillet 1988  | 1,72 m | Hongrie           | Meneuse       |
|        | Ágnes Dobos       | 20 avril 1996   | 1,90 m | Hongrie           | Pivot         |
|        | Kinga Pénzes      | 4 mars 1983     | 1,75 m | Hongrie           | Arrière       |
|        | Barbara Török     | 10 mai 1996     | 1,86 m | Hongrie           | Ailièer forte |

Entraîneur : Aron Szentendrei puis Tamas Bencze
Assistants : Zoltan Zsiga, Istvan Barthalos
En pré-saison, l'équipe est victime d'une terrible accident de bus qui décime l'équipe prévue. Le directeur sportif, Péter Tapodi, et l’entraîneur Ákos Füzy décèdent; alors que la joueuse serbe Natasa Kovacevic (1,88 m, 19 ans) est amputée. Plusieurs autres joueuses ont des blessures graves (Evelin Tullner, Samantha MacKay...) alors que de nombreuses autres sont blessées plus légèrement et que Krisztina Kovacs décide de mettre un terme à sa carrière sportive

## Effectif 2012-2013
| Numéro | Nom                | Née le            | Taille | Nationalité | Poste         |
| 4      | Györgyi Öri        | 7 novembre 1990   | 1,84 m | Hongrie     | Ailière       |
|        | Tangela Smith      | 1er avril 1977    | 1,93 m | États-Unis  | Pivot         |
|        | Cindy Lima         | 21 juin 1981      | 1,96 m | Espagne     | Pivot         |
| 5      | Krisztina Raksányi | 26 septembre 1991 | 1,81 m | Hongrie     | Arrière       |
| 6      | Natalie Hurst      | 8 avril 1983      | 1,64 m | Australie   | Meneuse       |
| 7      | Zsófia Simon       | 17 décembre 1989  | 1,80 m | Hongrie     | Arrière       |
| 8      | Dóra Nagy          | 2 février 1995    | 1,70 m | Hongrie     | Meneuse       |
| 9      | Barbara Semsei     | 12 juin 1986      | 1,77 m | Hongrie     | Arrière       |
| 10     | Chay Shegog        | 22 février 1990   | 1,93 m | États-Unis  | Pivot         |
| 11     | Rita Rasheed       | 5 août 1989       | 1,84 m | Hongrie     | Ailière       |
| 12     | Anna Lakloth       | 10 mai 1988       | 1,81 m | Hongrie     | Arrière       |
| 13     | Kata Fürtös        | 11 mars 1987      | 1,73 m | Hongrie     | Meneuse       |
| 14     | Ieva Kubliņa       | 8 juillet 1982    | 1,93 m | Lettonie    | Ailière forte |
| 15     | Nora Nagy-Bujdosó  | 18 novembre 1985  | 1,85 m | Hongrie     | Ailière       |
| 25     | Ágnes Dobos        | 20 avril 1996     | 1,90 m | Hongrie     | Pivot         |
|        | Borbala Bako       | 27 septembre 1993 | 1,70 m | Hongrie     | Meneuse       |

Entraîneur : Ákos Füzy
Assistant : Aron Szentendrei

## Effectif 2011-2012
| Numéro | Nom                    | Née le           | Taille | Nationalité        | Poste      |
| 4      | Györgyi Öri            | 7 novembre 1990  | 1,84 m | Hongrie            | Ailière    |
| 5      | Iva Ciglar             | 12 décembre 1985 | 1,69 m | Croatie            | Meneuse    |
|        | Eszter Rubold          | 9 mars 1987      | 1,77 m | Hongrie            | Meneuse    |
|        | Renee Montgomery       | 2 décembre 1986  | 1,70 m | États-Unis         | Meneuse    |
|        | Zsófia Simon           | 17 décembre 1989 | 1,80 m | Hongrie            | Arrière    |
| 8      | Dóra Nagy              | 2 février 1995   | 1,70 m | Hongrie            | Meneuse    |
| 9      | Barbara Semsei         | 12 juin 1986     | 1,77 m | Hongrie            | Arrière    |
| 10     | Quanitra Hollingsworth | 15 novembre 1988 | 1,96 m | États-Unis         | Pivot      |
| 11     | Rita Rasheed           | 5 août 1989      | 1,84 m | Hongrie            | Ailière    |
| 12     | Edita Sujanová         | 23 mai 1985      | 1,88 m | République tchèque | Ailière    |
| 13     | Kata Fürtös            | 11 mars 1987     | 1,73 m | Hongrie            | Meneuse    |
| 14     | Viktória Vincze        | 24 mars 1987     | 1,89 m | Hongrie            | Intérieure |
| 15     | Nora Nagy-Bujdosó      | 18 novembre 1985 | 1,85 m | Hongrie            | Ailière    |
| 25     | Anna Lakloth           | 10 mai 1988      | 1,81 m | Hongrie            | Arrière    |

Entraîneur : Ákos Füzy
Assistant :

## Effectif 2010-2011
| Numéro | Nom                    | Née le           | Taille | Nationalité | Poste         |
| 4      | Györgyi Öri            | 7 novembre 1990  | 1,84 m | Hongrie     | Ailière       |
| 5      | Angela Delmis          | 5 novembre 1975  | 1,74 m | Serbie      | Arrière       |
| 6      | Orsolya Englert        | 23 août 1980     | 1,70 m | Hongrie     | Meneuse       |
| 7      | Essence Carson         | 28 juillet 1986  | 1,83 m | États-Unis  | Swingman      |
| 8      | Ieva Kublina           | 8 juillet 1982   | 1,93 m | Lettonie    | Pivot         |
| 9      | Barbara Semsei         | 12 juin 1986     | 1,77 m | Hongrie     | Arrière       |
| 10     | Quanitra Hollingsworth | 15 novembre 1988 | 1,96 m | États-Unis  | Pivot         |
| 11     | Zsófia Simon           | 17 décembre 1989 | 1,80 m | Hongrie     | Swingman      |
| 12     | Dóra Nagy              | 2 février 1995   | 1,70 m | Hongrie     | Meneuse       |
| 13     | Zsófia Horváth         | 16 mai 1982      | 1,90 m | Hongrie     | Ailière forte |
| 14     | Krisztina Kovacs       | 8 novembre 1980  | 1,87 m | Hongrie     | Ailière       |
| 15     | Anna Vida              | 21 mai 1985      | 1,84 m | Hongrie     | Ailière       |

Entraîneur :
Assistant :